# Colby (Cumbria)
Pour les articles homonymes, voir Colby.
Colby est un village et une paroisse civile de Cumbria, situé dans le nord-ouest de l'Angleterre. 